# Vide en évolution
Vide en évolution (titre original : The Evolutionary Void) est le troisième tome de la Trilogie du Vide de Peter F. Hamilton, publié le 24 août 2010 au Royaume-Uni et le 24 juin 2011 en France.

## Nouveaux personnages
- Laril, ancien mari d'Araminta,
- Valean, nouvel agent des Accélérateurs, remplaçante de Marius. À côté d'elle Marius est un enfant de chœur.
- CloudDancer, Silfen délégué "ami des humains".
- Tyzak, un anomine, qui n'est pas passé à l'état post-physique.

### Personnages de l'époque de laGuerre contre les Primiens
- Bradley Johansson, l'ancien fondateur des gardiens de l'Individualité a rejoint les Silfen.
- Ozzie , (Oswald Fernadez Izaac) s'est installé à l'écart du Commonwealth, sur la Pointe.
- Paul Cramley, le fondateur de l'I.A. il y a 1500 ans.